# Goudestein
Goudestein is, vanaf Utrecht gerekend, een van de eerste buitenplaatsen langs de Vecht en het oude gemeentehuis van Maarssen gelegen aan de Diependaalsedijk 19.

## Geschiedenis
In 1608 kocht de Amsterdamse koopman Jan Jacobsz Huydecoper de hofstede De Gouden Hoeff. Zijn zoon, Johan Huydecoper van Maarsseveen, die bewindvoerder van de VOC, schepen en meerdere malen burgemeester van Amsterdam was, liet op de plaats van De Gouden Hoeff in 1628 het buitenhuis Goudestein bouwen. Hier verbouwde hij taxus en meloenen. In het Rampjaar 1672 wist hij te voorkomen dat de Franse troepen Goudestein plunderden. Jan van der Heyden schilderde het huis Goudestein aan de Vecht.
Zijn zoon Joan Huydecoper kocht in 1717 het ernaast gelegen Silversteyn en voegde dat bij Goudestein. Nadat zijn eerste vrouw was overleden trouwde hij in 1733 Sophia van der Muelen. Het oude Goudestein werd afgebroken en op 5 oktober 1754, twee jaar na de dood van Joan Huydecoper, werd door zijn zoon Willem Huydecoper de eerste steen gelegd van het nieuwe Goudestein. Sophia van der Muelen bleef 25 jaar op Goudestein wonen en liet in haar testament vastleggen dat alleen het geslacht Huydecoper het buiten mochten erven.
Omstreeks 1860 werd het huis bewoond door hun nazaat Joan Huydecoper van Maarsseveen, burgemeester van Maarssen.
In 1955 besloot de gemeente Maarssen het huis te kopen. Het werd grondig verbouwd en op 19 januari 1961 in gebruik genomen als gemeentehuis van Maarssen in plaats van Huis ten Bosch.

## Gedichten
De Nederlandse dichter, geleerde en componist Constantijn Huygens schreef tijdens een bezoek aan de Huydecopers op Goudestein (21 augustus 1656), drie gedichten over Goudestein.
AENDEN SELVEN

Nu weet ick ’t, Maersseveen, en ’tis licht om versinnen,

Waerom uw Goudestein van velen werdt bemint;

Twee lieve dinghen doen ’t, en diem’er altoos vindt,

De soete Vecht voor deur, de soete vocht van binnen.
Ook de dichter Jan Vos en de bewoner Balthazar Huydecoper hebben gedichten over Goudestein geschreven.

## Koetshuis en park
Bij het huis bevindt zich ook de voormalige hofstede Silversteyn die in de 18e eeuw tot onder meer een koetshuis werd verbouwd en thans in gebruik is als onderkomen voor het Vechtstreekmuseum. Het park rond Goudestein is vrij toegankelijk voor publiek.

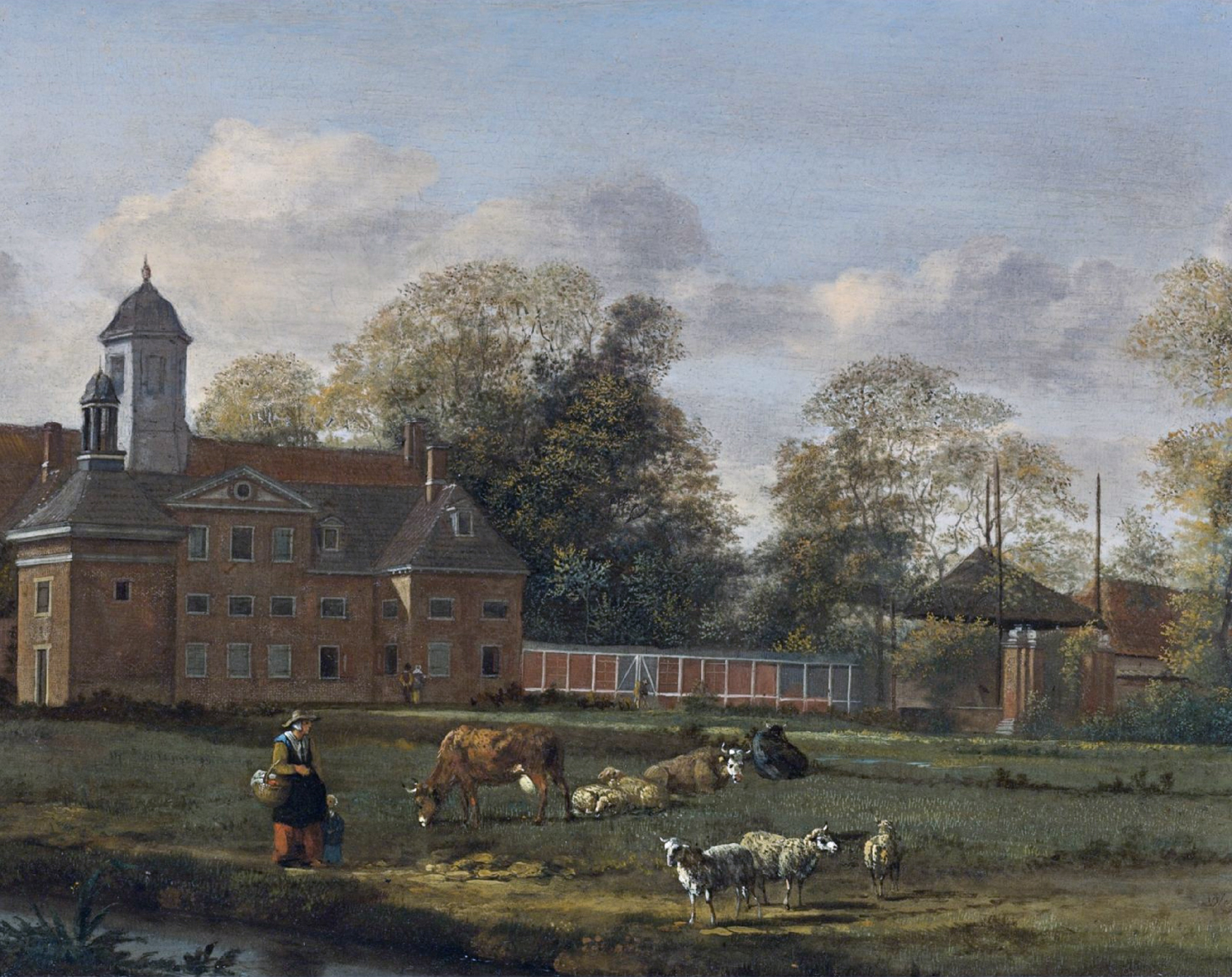
Goudestein in de 17e eeuw
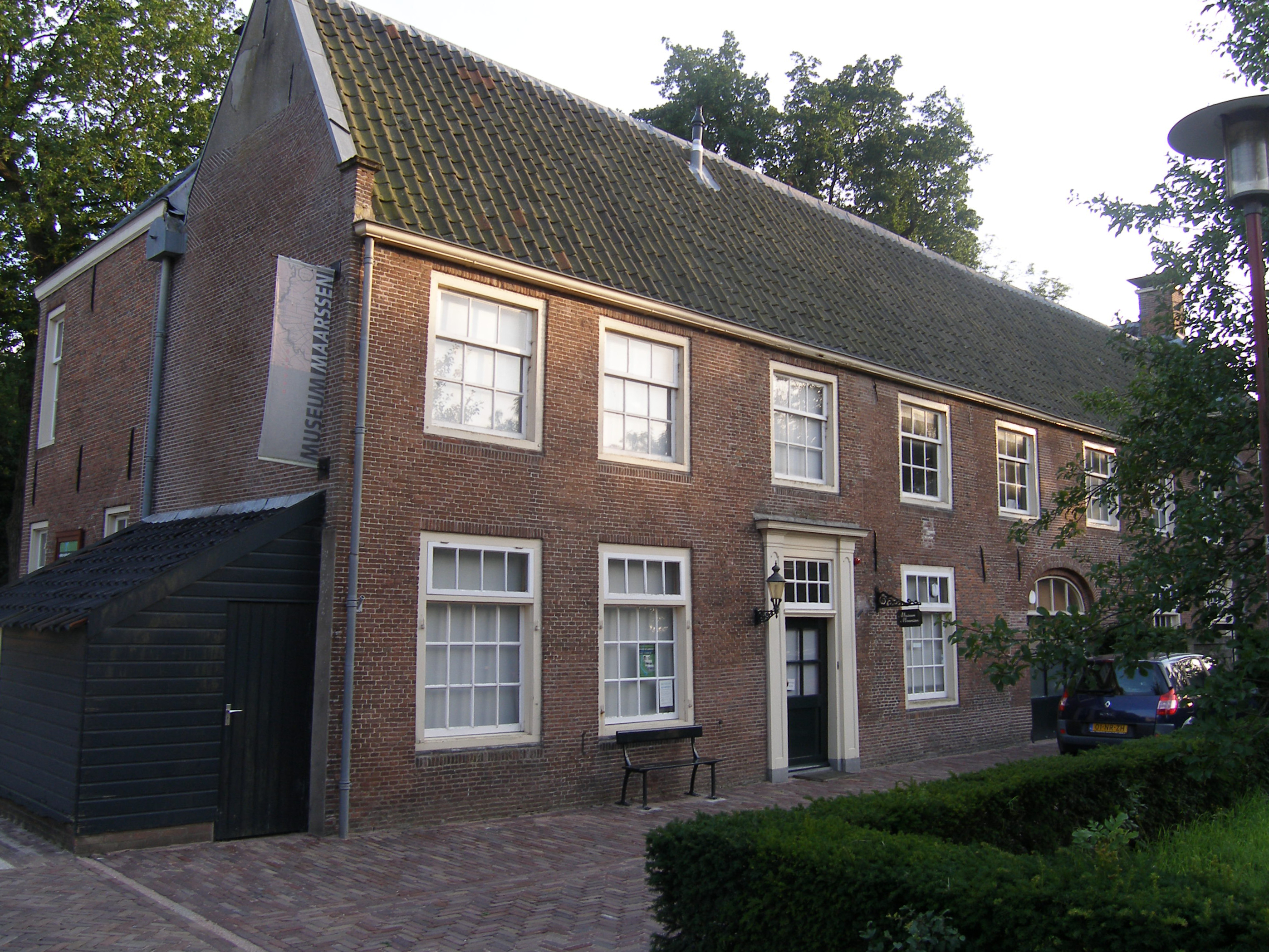
Silversteyn
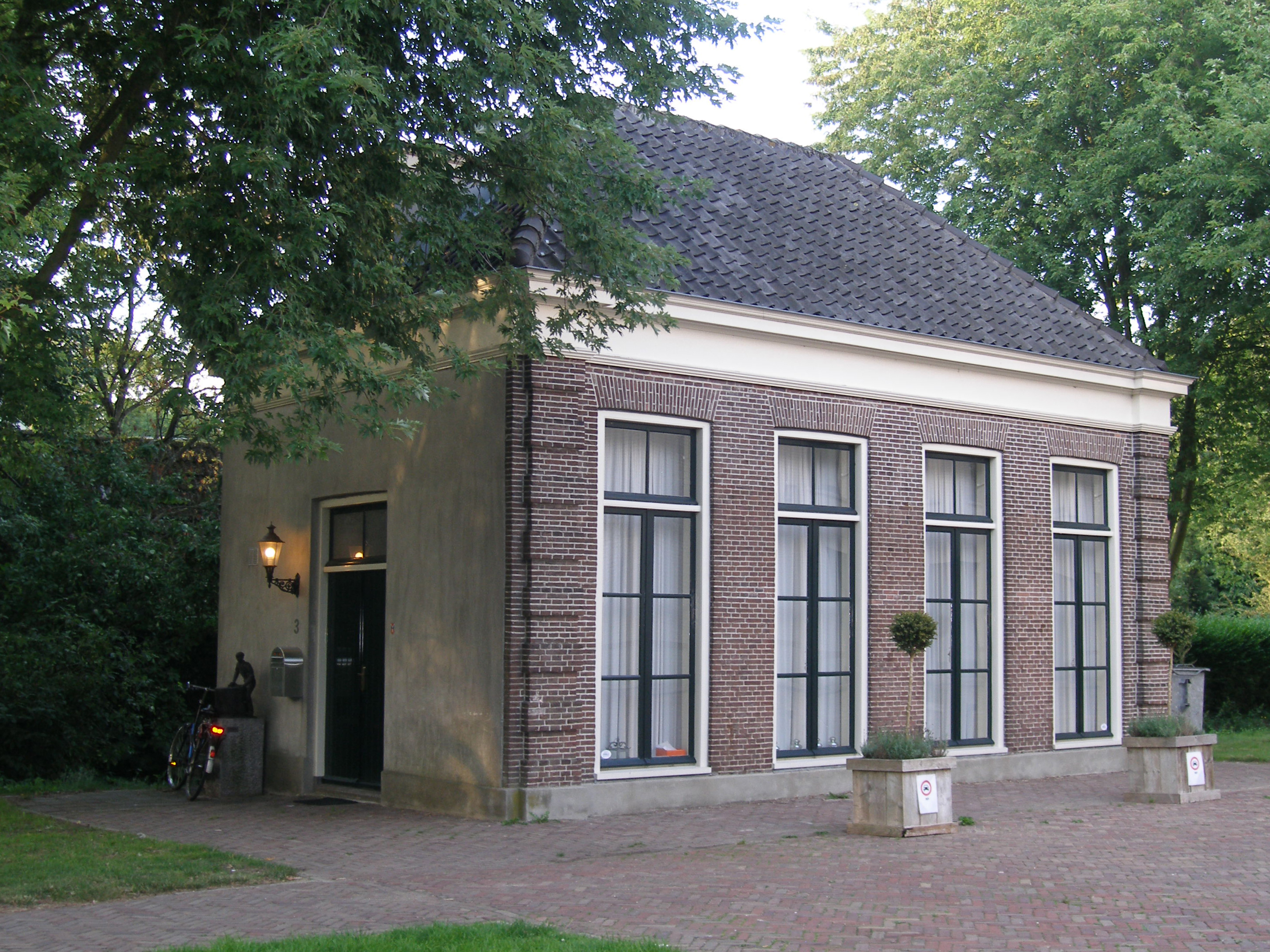
Oranjerie
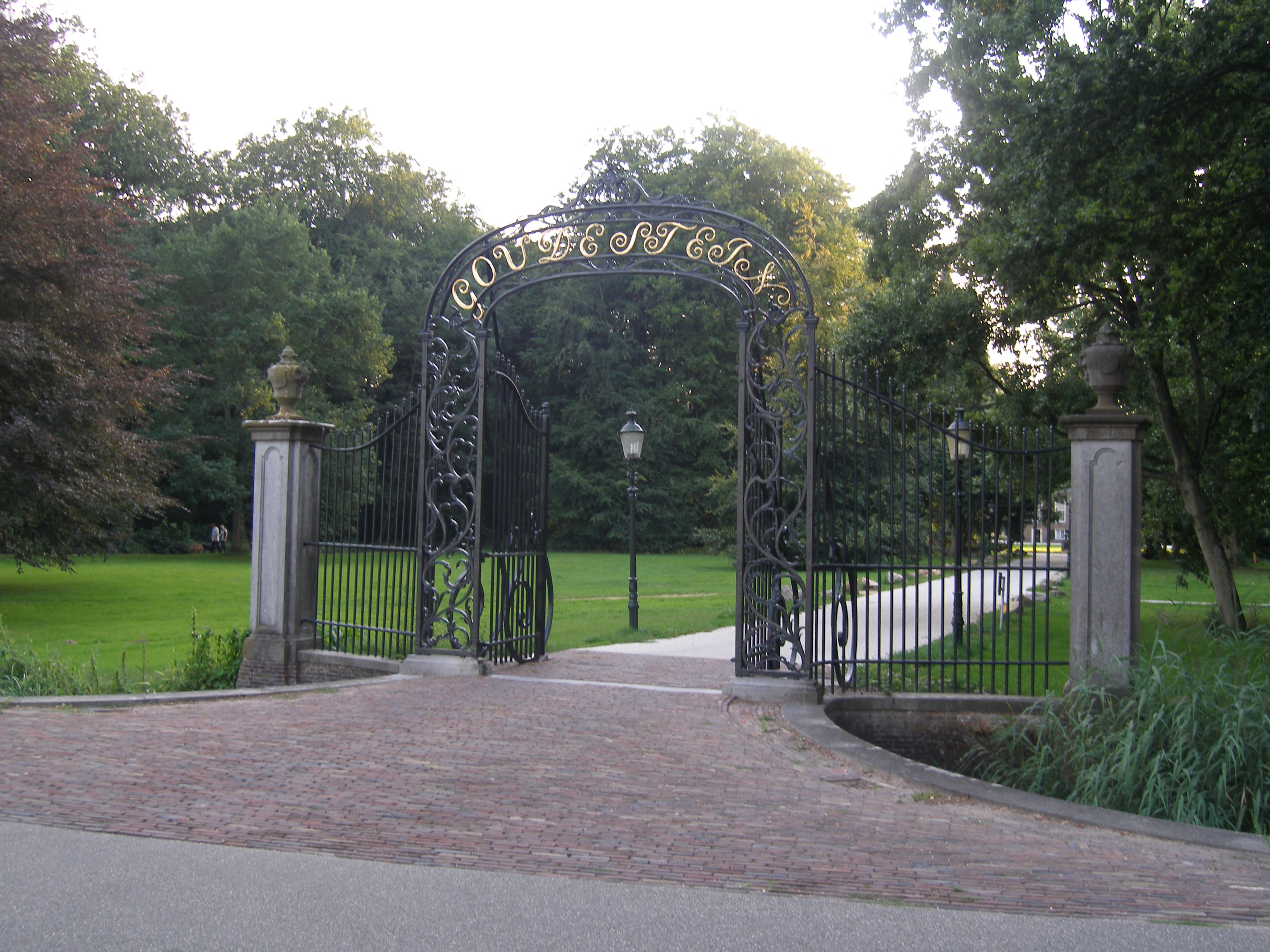
Smeedijzeren hekwerk aan de Diependaalsedijk met daarachter de oprijlaan en het park
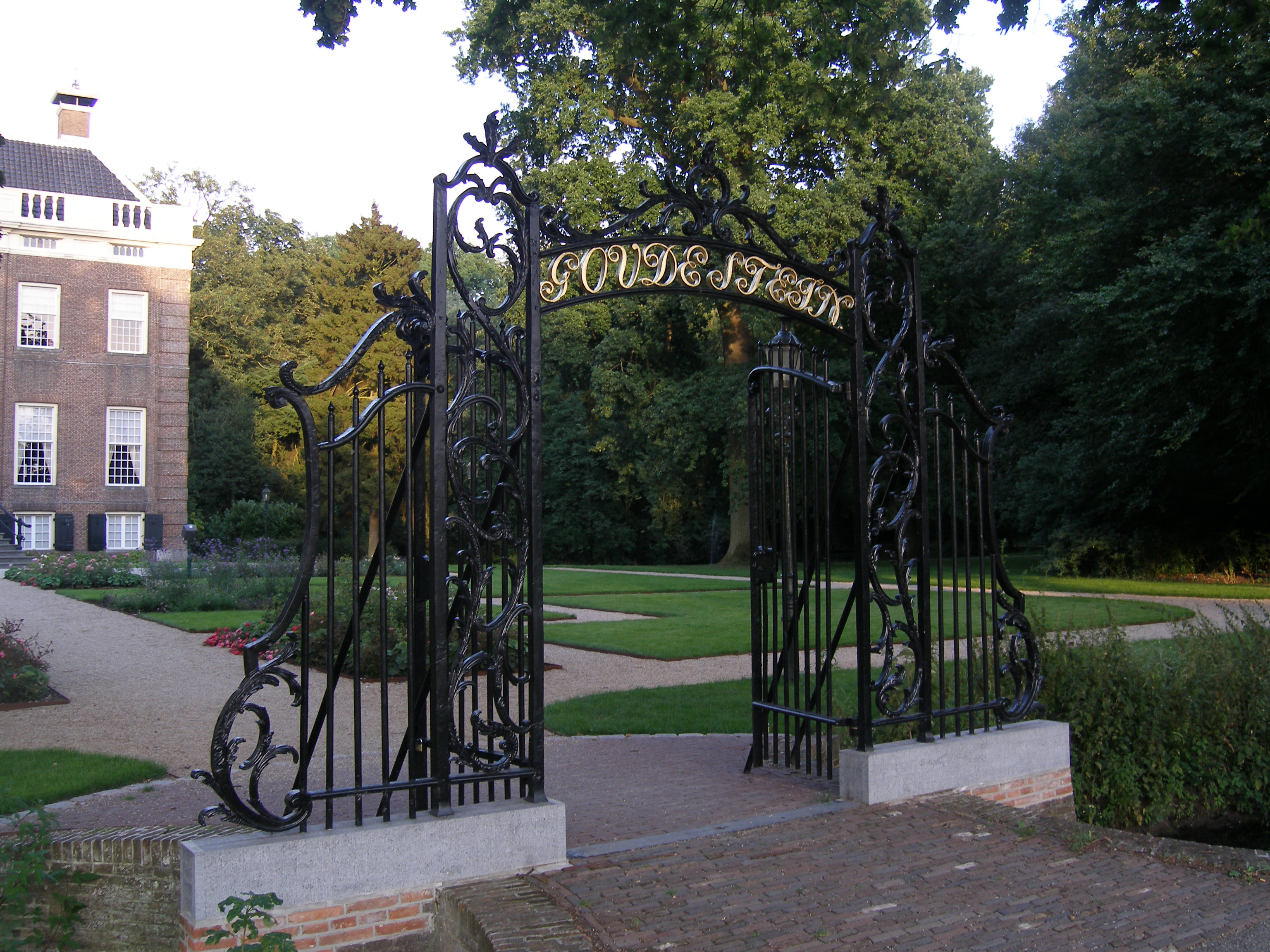
Smeedijzeren hekwerk aan de Vechtzijde